# Jiangzhang (köpinghuvudort i Kina, Shaanxi, lat 34,26, long 107,92)
Jiangzhang är en köpinghuvudort i Kina. Den ligger i provinsen Shaanxi, i den nordvästra delen av landet, omkring 90 kilometer väster om provinshuvudstaden Xi'an. Antalet invånare är 50 679. Befolkningen består av 23 415 kvinnor och 27 264 män. Barn under 15 år utgör 16,0 %, vuxna 15-64 år 75 %, och äldre över 65 år 7,0 %.
Runt Jiangzhang är det tätbefolkat, med 343 invånare per kvadratkilometer. Närmaste större samhälle är Fufeng, 12,0 km norr om Jiangzhang. Trakten runt Jiangzhang består till största delen av jordbruksmark.
Genomsnittlig årsnederbörd är 730 millimeter. Den regnigaste månaden är september, med i genomsnitt 159 mm nederbörd, och den torraste är december, med 2 mm nederbörd.